# Pyhäjärvi (sjö i Konnevesi, Mellersta Finland)
Pyhäjärvi är en sjö i kommunen Konnevesi i landskapet Mellersta Finland i Finland. Sjön ligger 107,1 meter över havet. Den är 1 meter djup. Arean är 1,38 kvadratkilometer och strandlinjen är 7,95 kilometer lång. Sjön  ingår i Kymmene älvs huvudavrinningsområde.   Den ligger omkring 59 kilometer norr om Jyväskylä och omkring 290 kilometer norr om Helsingfors. 
I sjön finns ön Lehmisaari. 